# Kilométeres nagyságrend
Ez a lap a különböző nagyságrendek összehasonlítását segíti elő, az 1 kilométer és a 10 kilométer (103–104 méter) közötti hosszúságokat (szélességeket, magasságokat, mélységeket, átmérőket, távolságokat) sorolja fel. Az összes nagyságrendet átfogó lista a Nagyságrendek listája (hosszúság) szócikkben található meg.

## Értékek
10³ (1000) méter egyenlő az alábbiakkal:
- 1 kilométer
- 0,62 mérföld
- 3280 láb
- 1093,61 yard
- 1 km² területű négyzet oldala
- 3,14 km² területű kör sugara

## Mértékegységek
- 1609,344 m: egy mérföld
- 1852 m: egy tengeri mérföld

## Természet
- 1085 m: a Japán autópálya legmagasabb pontja, a Macunoki Tug
- 1300 m: Finnország legmagasabb pontja, a Haltitunturi magassága
- 1637 m: a világ legnagyobb édesvizű tavának, az oroszországi Bajkál-tónak a mélysége
- 2038 m: az Appalache-hegység legmagasabb pontja, a Mount Mitchell magassága
- 2100 m: Svédország legmagasabb pontja, a Kebnekaise magassága
- 2228 m: Ausztrália legmagasabb pontja, a Mount Kosciuszko magassága
- 2469 m: Norvégia legmagasabb pontja, a Galdhopiggen magassága
- 3410 m: a Vorarlberg legmagasabb csúcsa, a Piz Linard magassága
- 3718 m: Spanyolország legmagasabb pontja, az El Teide magassága
- 3776 m: Japán legmagasabb csúcsa, a Fudzsi magassága
- 4808 m: Nyugat-Európa legmagasabb csúcsa, a Mont Blanc magassága
- 4884 m: Óceánia legmagasabb csúcsa, a Carstensz Pyramid magassága
- 5895 m: Afrika legmagasabb csúcsa, a Kilimandzsáró magassága
- 5959 m: Kanada legmagasabb csúcsa, a Mount Logan magassága
- 6194 m: Észak-Amerika legmagasabb csúcsa, a Denali magassága
- 6959 m: Dél-Amerika legmagasabb csúcsa, az Aconcagua magassága
- 7500 m: a Karib-tenger legmélyebb pontja, a Cayman Trench mélysége
- 8850 m: Ázsia és egyben a Föld legmagasabb pontja, a Mount Everest magassága

## Hullámhossz
- 1 km: a legmagasabb hosszúhullámú rádiófrekvencia hullámhossza, 300 kHz
- 10 km: a legalacsonyabb hosszúhullámú rádiófrekvencia hullámhossza, 30 kHz

## Emberi építmények
- 1990 m: az Akasi Kaikjó híd (a világ leghosszabb függőhídja) középső szakaszának fesztáva

## Példák e nagyságrendhez tartozóbudapestitávolságokra
Forrás az alábbiakhoz: a Google Térkép távolságmérés funkciója
- 1590 m: az Astoria és a Baross tér (Keleti pályaudvar) távolsága a Rákóczi út mentén
- 1890 m: a Nyugati tér és a Blaha Lujza tér távolsága a Nagykörút mentén

## Csillagászat
- 1000 m: a Jupiter legkisebb ismert holdjának a becsült mérete
- 1400 m: az első ismert aszteroida hold, a Dactyl átmérője
- 8000 m: a Jupiter Themisto nevű holdjának az átmérője